# Tulipa hoogiana
Tulipa hoogiana là một loài thực vật có hoa trong họ Liliaceae. Loài này được B.Fedtsch. miêu tả khoa học đầu tiên năm 1910.